# Łoza (województwo pomorskie)

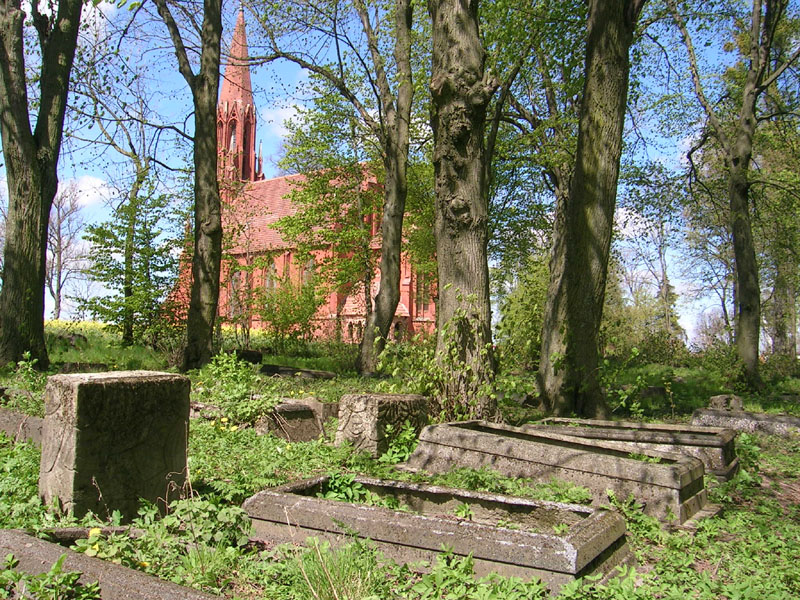
Kościół św. Jadwigi Królowej i cmentarz przykościelny

Łoza (niem. Losendorf) – wieś w Polsce w województwie pomorskim, w powiecie sztumskim, w gminie Stary Targ, na Powiślu.
| SIMC    | Nazwa  | Rodzaj     |
| ------- | ------ | ---------- |
| 0157411 | Malewo | przysiółek |

Wieś jest siedzibą sołectwa Łoza, w którego skład wchodzą również miejscowości Czerwony Dwór, Krzyżówki i Lasy.

## Historia
Miejscowość powstała ok. 1409, nosiła wówczas nazwę Losindorf. Zachował się ówczesny układ ruralistyczny (ulicówka). W latach 1466–1772 (Korona Królestwa Polskiego) wieś należała do dóbr starostwa sztumskiego w województwie malborskim. W 1641 otrzymała odnowione prawo chełmińskie. W XVII wieku powstał w niej kościół ewangelicki, w którym pierwszym pastorem był Jan Tischler (wcześniejszy kapelan polny w wojsku szwedzkim). Wieś w tym czasie nosiła nazwę Lozendorf. W 1699 została w całości oczynszowana. W latach 1876–1878 wybudowano obecny kościół katolicki pw. św. Jadwigi Królowej (w 1993 wpisany do rejestru zabytków pod numerem A-1392). Pod koniec XIX wieku spośród ok. 150 mieszkańców nieznacznie więcej było wyznania ewangelickiego niż katolickiego. W miejscowości istniała szkoła. Zachowała się część budynków z II połowy XIX wieku. Istnieje też cmentarz przykościelny i transformator z początku XX wieku.
W latach 1945–1975 miejscowość administracyjnie należała do województwa gdańskiego, a w latach 1975–1998 do województwa elbląskiego.